# Марія Моденська
Марія Моденська (італ. Maria Beatrice Eleonora Anna Margherita Isabella d'Este; 5 жовтня 1658, Модена — 7 травня 1718, Париж) — королева Англії, Шотландії й Ірландії, друга дружина Якова II. Віддана католичка, Марія вийшла заміж за овдовілого Якова, молодшого брата і ймовірного спадкоємця трону Карла II. Вона не цікавилася політикою та була близькою з Яковом і їхніми дітьми, двоє з яких дожили до повноліття: якобітський претендент на трон Джеймс Френсіс Едвард і Луїза Марія Тереза.
Народжена принцесою північно-західного італійського герцогства Модена, Марія у першу чергу запам'яталася суперечкою пов'язаною з народженням Джеймса Френсіса Едварда. Ходили чутки про підміну мертвої дитини іншою, щоб увічнити католицьку династію Стюартів чоловіка. Народження Джеймса Френсіса Едварда сприяло Славній революції, під час якої скинули Якова II та замінили протестанткою Марією II, старшою дочкою Якова II від його першого шлюбу з Анною Гайд (1637—1671). Марія II та її чоловік, Вільгельм III Оранський, разом правили усіма трьома королівствами.
Марія жила у вигнанні у Франції, серед якобітів відома як «Королева над водою». Вона жила зі своїм чоловіком і дітьми у Сен-Жерменському палаці, наданому королем Людовіком XIV. Марія була популярна серед придворних короля; Якова, однак, вважали занудою. У вдівстві Марія проводила час з черницями в монастирі Шайо, влітку часто зі своєю донькою Луїзою Марією Терезою. У 1701 році, після смерті Якова II, 13-річний Джеймс Френсіс Едвард в очах якобітів став королем. Враховуючи юний вік Марія представляла його інтереси, до досягенення сином 16 років. Для урегулювання Утрехтського миру 1713 року, який поклав край Війні за іспанську спадщину (1701—1714), Джеймс Френсіс Едвард поїхав з Франції, а Марія Моденська залишилася попри відсутність сім'ї: Луїза Марія Тереза померла від віспи. Французькі сучасники з теплотою згадували Марію, яка померла від раку грудей у 1718 році.

## Ранні роки (1658—1673)

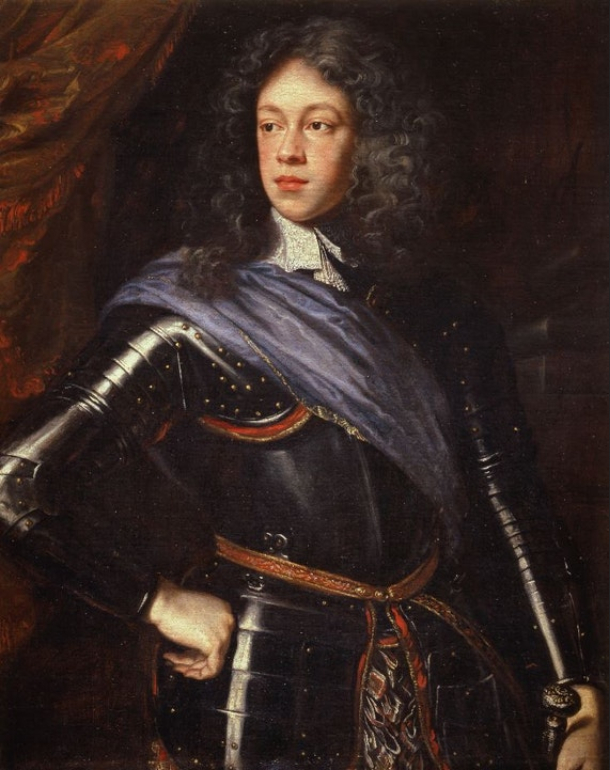
Альфонсо IV д'Есте, герцог Моденський, батько Марії, на портреті Юстуса Сустерманса

Марія Беатріче д'Есте, друга (але найстарша з тих, хто вижив) дитина Альфонсо IV, герцога Моденського, та його дружини Лаури Мартіноцці, народилася 5 жовтня 1658 року у Модені, герцогство Модена, Італія. Після смерті батька у 1662 році єдиний молодший брат Марії, Франческо, став новим герцогом, тоді дівчинці було чотири роки. Мати Марії та Франческо, Лаура, виховувала дітей суворо. Вона стала регентом до повноліття сина. Марія здобула гарну освіту: вільно розмовляла французькою й італійською мовами, добре знала латину, а пізніше опанувала англійську.
Сучасники описували Марію як «високу з чудовою статурою». Пропозицію про шлюб поступила від Якова, герцога Йорку. Герцогиня Лаура спочатку не давала відповідь камергеру герцога Йорку Пітерборо, сподіваючись, за словами французького посла, на шлюб з одинадцятирічним Карлом II. Зрештою Лаура прийняла пропозицію від імені Марії, і вони одружилися за дорученням 30 вересня 1673 року, нареченій не виповнилося 15 років, а нареченому було 39.
Модена перебувала у сфері впливу короля Франції Людовика XIV, який підтримав кандидатуру Марії та тепло привітав її у Парижі, де вона зупинилася дорогою до Англії, подарувавши їй брошку вартістю 8000 фунтів. Її прийом в Англії був набагато прохолоднішим. Парламент, який повністю складався з протестантів, погано відреагував на новину про католицький шлюб, побоюючись, що це «папська» змова проти країни. Переважно протестантська англійська громадськість називала герцогиню Йоркську «донькою папи». Парламент погрожував анулювати шлюб, що призвело до призупинення Карлом роботи парламенту до 7 січня 1674 року, щоб захистити репутацію свого дому Стюартів.

## Герцогиня Йоркська (1673—1685)

### Герцогський двір

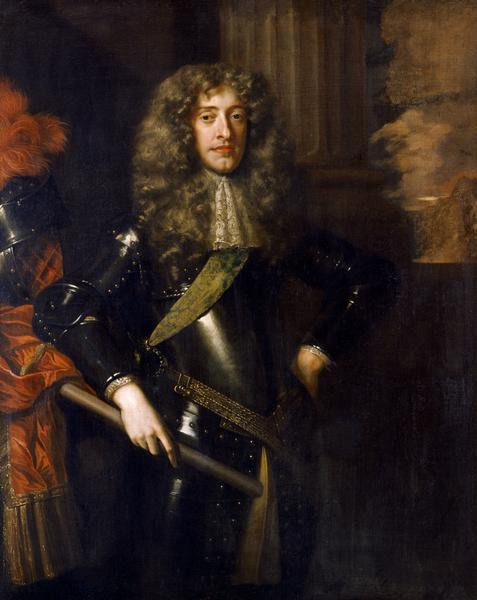
Яків, герцог Йоркський (король Яків II з 1685), на портреті сера Пітера Лелі

Герцог Йоркський, свідомий католик, був на двадцять п'ять років старший за свою наречену, перехворів на віспу, мав заїкання. Близько 1668 року він таємно прийняв католицизм. Марія вперше побачила свого чоловіка 23 листопада 1673 року, у день їхньої другої шлюбної церемонії. Джеймс був задоволений своєю нареченою. Однак Марії спочатку він не сподобався і щоразу, бачивши його, заливалася слізьми. З усім тим, вона незабаром пройнялася почуттями до чоловіка. Від першого шлюбу з простолюдинкою Анною Гайд, яка померла у 1671 році, Джеймс мав двох дочок: леді Марію та леді Анну. Джеймс познайомив їх з мачухою словами: «Я привів вам нову подружку». На відміну від леді Марії, леді Анна не любила нову дружину свого батька. Марія гралася з Анною заради її прихильності.
Герцогиня Йоркська щорічно отримувала 5000 фунтів стерлінгів на власні витрати та підтримку двору, яким опікувалася Кері Фрейзер, графиня Пітерборо. Двір герцогині складався переважно з фрейлін, обрані її чоловіком: Френсіс Стюарт, герцогиня Річмондська та Анна Скотт, 1-ша герцогиня Буклеш. Попри нелюбов герцогині Йоркської до азартних ігор, фрейліни майже щодня втягували її у ці розваги. Вони вважали, що «якщо вона відмовиться, то може захворіти». Марія накопичила незначні карткові борги.
10 січня 1675 року герцогиня народила первістка Катерину Лауру, названу на честь королеви Катерини, стало початком тривалим періодом появи дітей, які помруть у немовлятами. У той період вона зблизилась з принцесою Марією, яка одружилася зі своїм кузеном Вільгельмом III Оранським. Разом з леді Анною герцогиня інкогніто відвідала молодять у Гаазі.

### Папська змова та заслання
У 1678 році Тітус Оутс помилково звинуватив у причетності до вигаданої змови проти короля католицького секретаря герцогині Йоркської, Едварда Колмана. Змова стала відома як Папська та призвела до появи Білля про відвід, який ініціював граф Шефтсбері. Метою білля стало усунення католицького герцога Йоркського з престолу (чоловіка Марії). Репутація подружжя була підірвана, їх заслали до Брюсселя, на чолі з королем Іспанії. Офіційною причиною були відвідини принцеси Марії та її чоловіка принца Вільяма III Оранського. Вони вирушили з дворічною дочкою Ізабеллою та донькою Джеймса леді Анною. Крім того, їх супроводжувала фрейліна Кетрін Седлі, у якої був позашлюбний роман з Джеймсом, який засмучував герцогиню. Візит матері, яка жила у Римі, підбадьорив Марію.

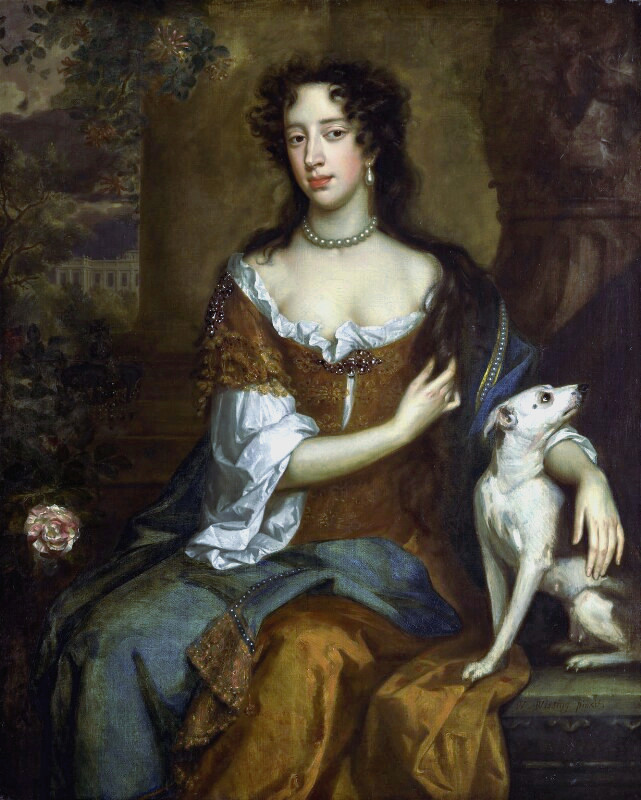
Марія Моденська в рік вступу її чоловіка на престол, 1685, Віллем Віссінг

Повідомлення про хворобу короля Карла повернуло пару до Англії. Вони побоювалися, що старший позашлюбний син короля, Джеймс Скотт, 1-й герцог Монмут, командувач збройними силами Англії, може скористатися ситуацією та захопити трон після смерті батька. Небезпека посилювалася тим, що Монмут користувався підтримкою прихильників білля, які мали більшість у Палаті громад Англії. Король одужав, але, на йогу думку, Йорки надто рано повернулися, тому відправив Джеймса та Марію до Единбурга, де вони тривалими періодами перебували протягом наступних трьох років. Поселившись у Голірудхаусі, Йорки жили вдвох: леді Анна й леді Ізабелла за наказом короля залишилися у Лондоні. Йорки відвідали Лондон у лютому 1680 року та навесні того ж року повернулися до Единбурга. В Лондоні їх прийняли з почестями, а Джеймс отримав призначення королівським комісаром у Шотландії. Чергова розлука з леді Ізабеллою засмутила герцогиню Марію. Її смуток посилила ухвала білля про відведення Палатою громад. Смерть леді Ізабелли у лютому 1681 року занурила Марію в релігійну манію, яка турбувала її лікаря. Разом з новиною про смерть дівчинки до Голіруда дійшли звістки про фальшиве звинувачення Марії у фінансуванні вбивства короля. Наклепника стратили за наказом короля.
Діяльність прихильників білля згасла до травня 1682 року. Раніше, у березні 1681 року, парламент з панівними прихильниками білля призупинив роботу. Тому герцог і герцогиня Йоркські повернулися до Англії. У серпні 1682 року герцогиня народила доньку Шарлотту Марію, яка померла через три тижні. Смерть дівчинки, за словами французького посла, позбавила Джеймса «надії на те, що хоч якась його дитина буде жити» — усі сини Джеймса від першої дружини Анни Гайд померли в дитинстві. Смуток Джеймса був недовгим: невдовзі стало відомо про «Змова житнього дому» у вбивстві короля та герцога Йоркського та посадити лорда-протектора Монмута на трон. Розкриття повернуло популярність герцогу. У 1684 році його знову прийнято до Таємної ради після одинадцяти років відсутності.

## Королева-консорт (1685—1688)
Попри ажіотаж навколо прихильників білля, Джеймс легко зійшов на престол після смерті брата 6 лютого 1685 року. Марія щиро оплакувала Карла, згадуючи пізніше: «Він завжди був добрий до мене». Ретельно спланована коронація Марії та Якова, вартістю 119 000 фунтів стерлінгів, відбулася 23 квітня, у день святого Георгія. Це перша спільна коронація після церемонії Генріха VIII та Катерини Арагонської.

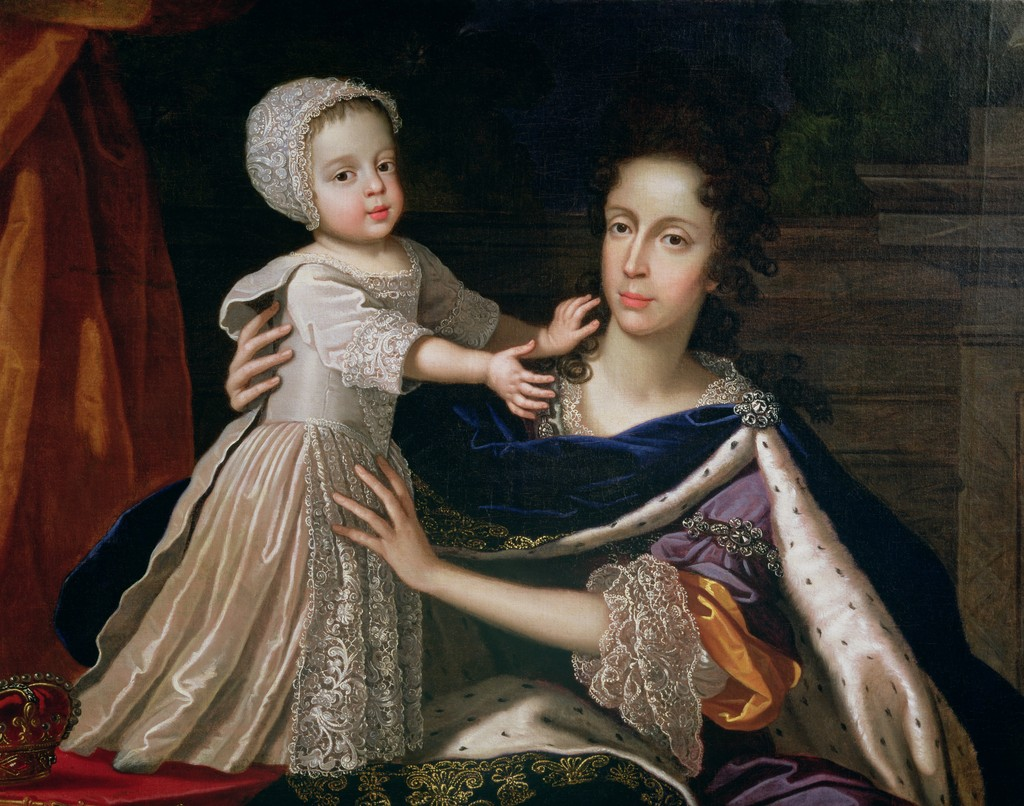
Королева Марія з сином Джеймсом Френсісом Едуардом, художник Бенедетто Дженнарі молодший

Королева Марія не справилася з собою після смерті леді Ізабелли, а її здоров'я бажало кращого. Тосканський посланець писав, що «загальна думка [щодо наступниці Марії Моденської] говорить про те, що це буде принцеса, дочка Вашої Високості». Франція теж готувалася до неминучої смерті королеви, висунувши кандидатом на посаду нової дружини Якоба доньку герцога Енгієнського. Тоді королева намагалася змусити свого брата, герцога Моденського, одружитися з першою, Анною Марією Луїзою Медічі.
У лютому 1687 року королева, роздратована романом короля з Кетрін Седлі, графинею Дорчестерською, переїхала у нові покої у Вайтголлі. З грудня 1686 року там же була католицька каплиця. Проєктуванням покоїв, вартістю 13 000 фунтів стерлінгів, займався Крістофер Рен. Оскільки реконструкція палацу ще не була завершена, король приймав послів у покоях дружини, що засмучувало її. Шлюбні переговори з Тосканою провалилися, мати Марії, герцогиня Лаура, померла. Весь англійський двір охопив траур. Герцогиня Лаура залишила Марії «значну суму готівки» та деякі коштовності. Вільгельм III Оранський дізнався про народне невдоволення урядом Якова; він скористався смертю матері королеви, щоб відправити свого дядька по батьковій лінії, Вільяма Нассау, як шпигуна.

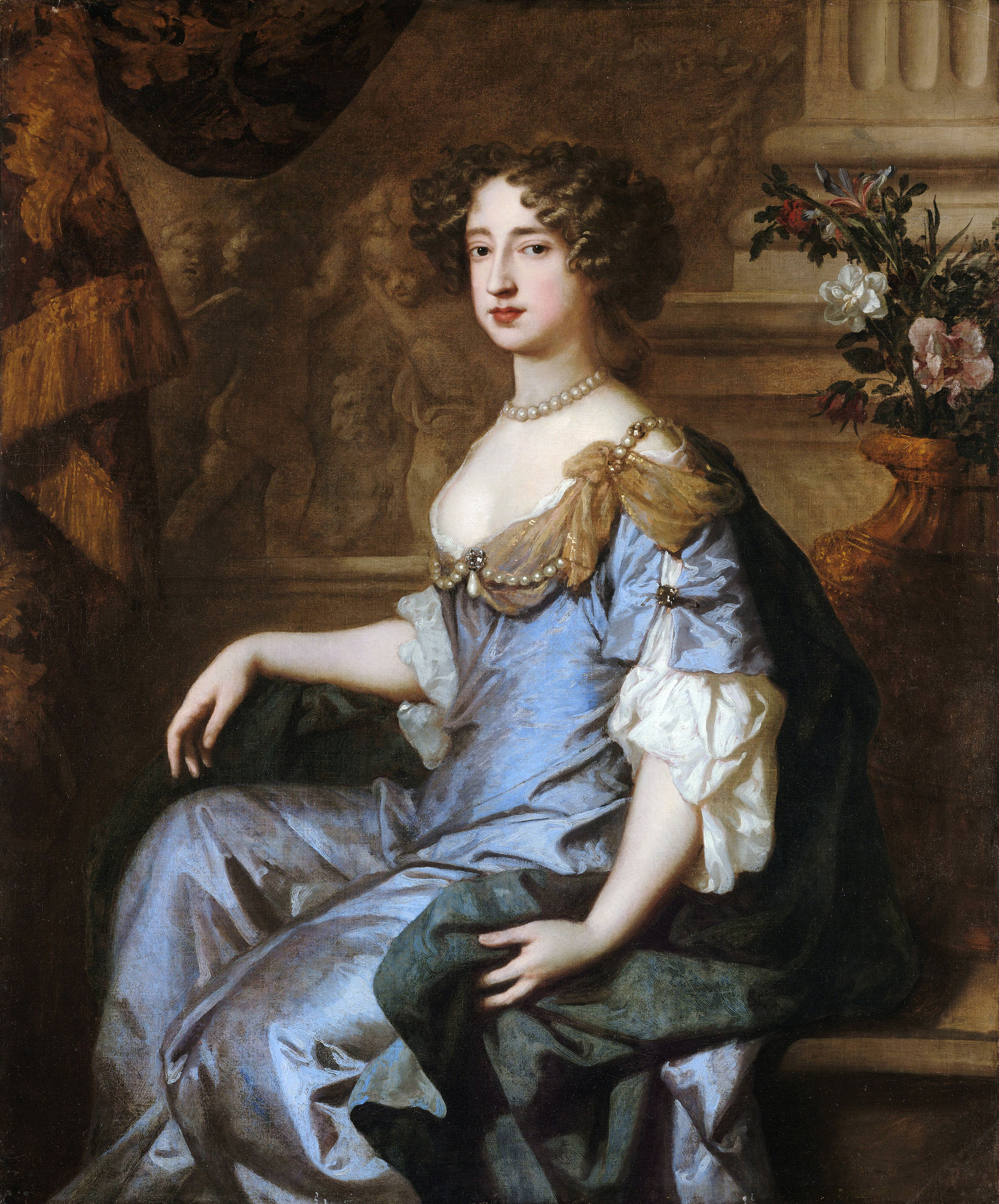
Марія II, королева Англії на картині сера Пітера Лелі

Відвідавши Бат, сподіваючись, що цілющі води допоможуть завагітніти, королева Марія таки були при надії наприкінці 1687 року. Про це стало відома напередодні Різдва, католики раділи, а протестанти були стурбовані появою католицького спадкоємця. Поява хлопчика, ще більше розчарувала їх, поширювались чутки, що дитина фальшива. Існувала версія, що мертве немовля королеви було підмінене іншим, якого назвали Джеймс Френсіс Едвард. Протестанти дотримувались цієї думки попри багатьох свідків народження. Через особисті упередження Яков допустив свідками на пологах фактично лише католиків й іноземців. Народження цієї дитини віддалило доньку Анну від трону. Протестантські прелати, родичі дочок короля по материнській лінії також не з'явились на пологах. Анна та її старша сестра Марія схилялись до версії про підміну. Граф Зуйлештайн, повернувшись до Нідерландів незабаром після народження, погодився з висновками Анни.
Підписаний сімома знатними вігами лист, який запрошував Вільгельма III Оранського вдертися в Англію, став початком революції, яка повалила Якова II. У листі віги запевнили принца, що «дев'ятнадцять із двадцяти англійців по всьому королівству» бажають вторгнення. Славна революція позбавила новонародженого принца його права на престол насамперед через те, що, як вважали протестанти, насправді він не був сином короля, а в другу — через приналежність його до католицької релігії. Країна опинилася у руках п'ятнадцятитисячної армії Вільгельма. Марії з чоловіком довелося залишити країну: 9 грудня 1688 року королева, переодягнувшись у сукню прачки, разом із сином бігла до Франції під захист короля Людовіка XIV, який потім підтримував домагання якобітів; Яків II приєднався до дружини за кілька днів.

## Королева за морем (1688—1701)

### При дворі Людовика XIV

Французький король Людовик XIV на портреті Гіацинта Ріґо, 1701

Якова офіційно скинуто 11 грудня 1688 року в Англії та 11 травня 1689 року у Шотландії, а його дочка Марія II та її чоловік Вільям III стали співмонархами. Яків мав підтримку короля Франції Людовіка XIV і вважав себе королем за божим правом і стверджував, що скинення монарха не є прерогативою парламенту. Людовик XIV надав королівській парі у вигнанні у користування Сен-Жерменський замок, де вони влаштували двір.
Марія швидко стала популярною при дворі Людовика XIV у Версалі, у щоденнику мадам де Севіньє прославляла Марію за її «видатну поставу та кмітливість». Проте питання статусу зіпсували стосунки Марії з дофіною Марією Анною. Марія отримала всі привілеї королеви, Марія Анна була вища статусом. Тому Марія Анна відмовилася бачитися з королевою Марією, оскільки у Версалі суворо дотримувалися етикету. Попри це, король Франції і його морганатична дружина, мадам де Ментенон, стали близькими друзями Марії. Після смерті Марії Анни у 1690 році при французькому дворі не було ні королеви, ні дофіни, Марія стала за статусом головною жінкою при французькому дворі, а її донька Луїза Марія 1692 року народження як королівська принцеса до 1711 року, коли з'явився новий дофін. Яков майже не брав участь у житті французького двору. Сучасники вважали його нудним, а французькі придворні часто жартували, що «коли з ним розмовляєш, то розумієш, навіщо він тут».
Яків отримав підтримку ірландських католиків в його спробах повернути престол і попрямував до Ірландії у березні 1689 року. Поразка в битві на річці Бойні у 1690 році зупинила його. Під час кампанії Якова Марія підтримувала якобітів на Британських островах: вона продала свої коштовності та відправила три французькі кораблі постачання до затоки Бентрі та 2000 фунтів стерлінгів якобітським повстанцям у Данді. Попри значну фінансову підтримку від Людовика XIV у розмірі 50 000 ліврів фінансові труднощі переслідували двір Стюартів у вигнанні. Марія намагалася зробити все можливе, щоб допомогти бідним послідовникам чоловіка та заохочувала своїх дітей віддавати частину своїх кишенькових грошей якобітським біженцям.

### Наступні роки
Невдача вторгнення Джеймса в Ірландію у 1691 році засмутила Марію. Настрій змінила новина про шлюб її брата, герцога Моденського. Він одружився з Маргаритою Марією Фарнезе з Парми. Після смерті брата Марії у 1695 році в Естенському домі залишився один прабатько, їхній дядько герцог Рінальдо. Королева Марія, стурбована майбутнім династії, закликала його піти у відставку з кардинальства «для блага народу й увічнення суверенного дому Есте». Наречена герцога Рінальдо, принцеса Шарлотта Брауншвейг-Люнебурзька, була, за словами Марії, «легкої вдачі, що найкраще підходила [герцогу]».
Проте яблуко розбрату виникло через спадок і придане королеви. Герцог Рінальдо відмовився звільнити першого, залишивши другому 15 000 фунтів стерлінгів. У 1700 році, через п'ять років, герцог нарешті виплатив королеві її придане; користування спадком, однак, залишалося обмеженим. Відносини з Моденою знову погіршилися, коли Рінальдо об'єднався з імператором Священної Римської імперії Леопольдом I. Леопольд був ворогом Людовика XIV, покровителя Якова і Марії.

## Регентство (1701—1704)

Герб королеви Марії як королеви-консорта Англії. Зображає Королівський герб Англії, Шотландії та Ірландії, пронизаний меншою версією герба її батька як герцога Модени. У світлі релігійних почуттів того часу вважалося нерозумним повністю відтворювати герб її батька, оскільки четвертування поділено «блідими ґулами, укомплектованими папськими ключами з тіарою».

У березні 1701 року Яків II переніс інсульт під час меси у Сен-Жерменському палаці. В наслідок цього його частково паралізувало. Фагон, особистий лікар Людовика XIV, рекомендував воду Бурбон-л'Аршамбо для лікування. Однак, бальнеотерапія мала незначний ефект. Яків II помер 16 вересня 1701 року. Людовик XIV, порушуючи Рейсвейкський мирний договір і дратуючи Вільяма, оголосив Якова Френсіса Едуарда королем трьох королівств як Якова III та VIII. Марія стала регентом для свого неповнолітнього сина. Вона також очолювала його регентську раду, хоча не цікавилася політикою. Перед смертю Яків II висловив бажання, щоб регентство Марії тривало не довше 18-річчя сина.

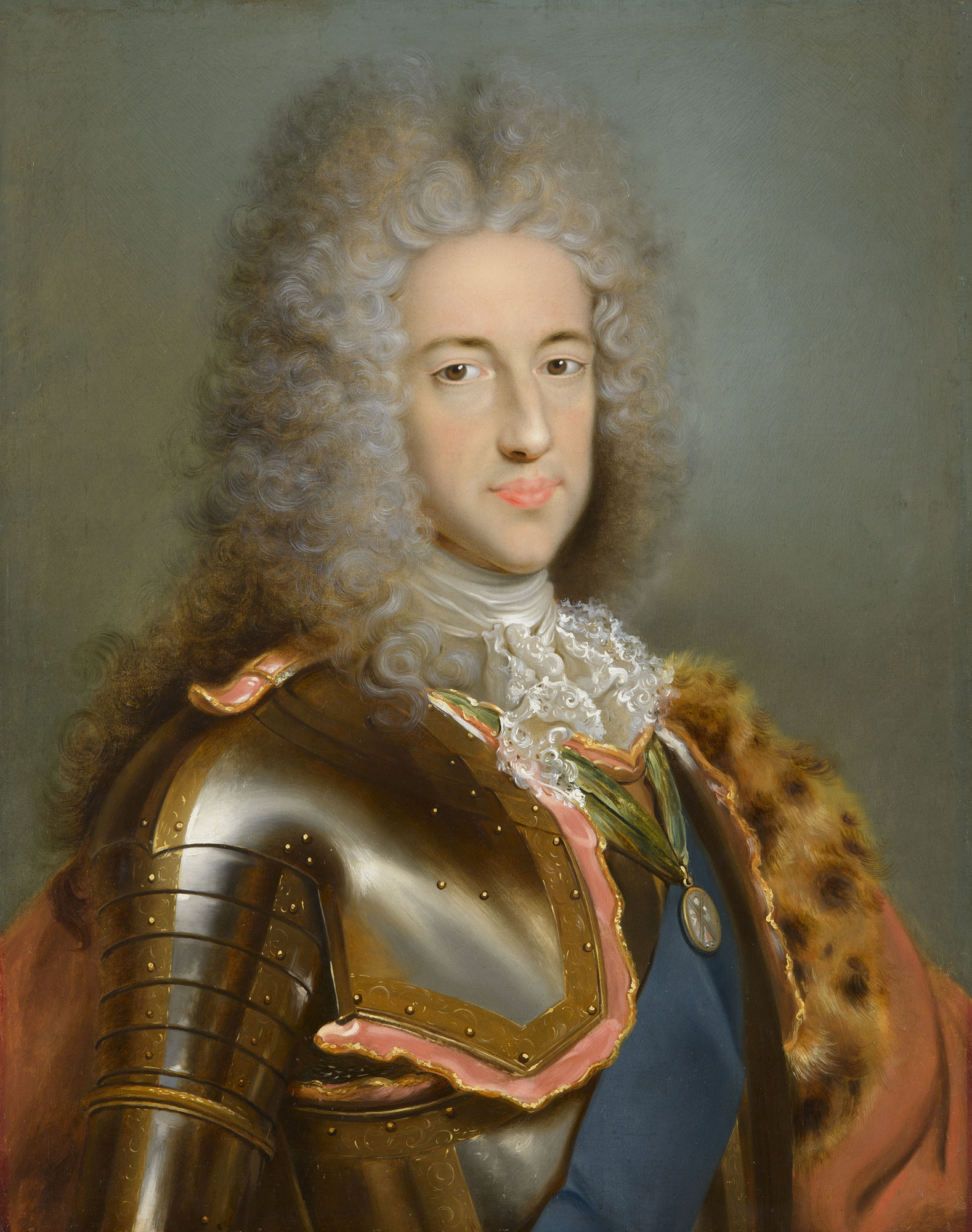
Джеймс Френсіс Едвард Стюарт, єдиний син Марії з Модени, на портреті Антоніо Давида.

Марія до кінця життя носила траур і першою її справою як регента було розповсюдження маніфесту з вимогами Джеймса Френсіса Едварда. В Англії його здебільшого ігнорували. Однак у Шотландії лорди-конфедерати послали лорда Белгавена до Сен-Жермена, щоб переконати королеву віддати їм опіку над Джеймсом Френсісом Едвардом і прийняти його навернення до протестантизму. Навернення, за словами Белгавен, уможливить вступ на англійський престол після смерті Вільяма. Аргументи не вплинули на Марію, але було досягнуто компроміс: якщо він стане королем, то обмежить кількість католицьких священників в Англії та не втручатиметься в Англіканську церкву. В обмін на це конфедеративні лорди зроблять усе, що в їхніх силах, аби заблокувати прийняття рішення про престолонаступництво Ганноверської династії в шотландському парламенті. У березні 1702 року Вільям помер, лорд Ловат оголосив про Джеймса Френсіса Едварда в Інвернессі. Потім Ловат відправився до суду у вигнанні в Сен-Жермені та благав Марію дозволити синові приїхати до Шотландії. Ловат мав намір зібрати армію з 15 000 солдатів у Шотландії, щоб захопити трон для Джеймса Френсіса Едуарда. Марія відмовилася розлучитися з сином і повстання провалилося. Регентство Марії припинялося з досягненням сином 16 років.

## Подальше життя
В молодості королева Марія шукала притулку від стресів вигнання у монастирі Відвідин у Шайо поблизу Парижа, де вона подружилася з розкаяною коханкою Людовика XIV, Луїзою де Лавальєр. Там вона залишалася з дочкою надовго майже кожного літа. У 1711 році королева Марія дізналася, що за Утрехтським миром Джеймс Френсіс Едвард втратив підтримку Людовика XIV та змушено покинув Францію. Смутку додала смерть Луїзи Марії від віспи, за словами близької подруги, мадам де Ментенон, Марія була «взірцем спустошення». Королева Марія прожила решту своїх днів у Шайо та Сен-Жермені самотньою фактично у злиднях, не маючи змоги подорожувати, оскільки всі її коні загинули, і вона не могла купити нових.
Після смерті від раку 7 травня 1718 року Марію з теплотою згадували французькі сучасники, як-от Єлизавета-Шарлотта Пфальцька, герцог Сен-Сімон і маркіз Данжо, вважали її «святою». Останки Марії поховано в Шайо серед черниць, з якими вона товаришувала.

## Проблема
| Ім'я                                         | Народження                | Смерть                    | Примітки |
| -------------------------------------------- | ------------------------- | ------------------------- | --- |
| Дитина без імені                             | березень або травень 1674 | березень або травень 1674 | мертвонародження |
| Катерина Лаура                               | 10 січня 1675             | 3 жовтня 1675             | смерть від конвульсій |
| Дитина без імені                             | жовтень 1675              | жовтень 1675              | мертвонародження |
| Ізабель (або Ізабелла)                       | 28 серпня 1676            | 2 або 4 березня 1681      | похована у Вестмінстерському абатстві 4 березня (за старим стилем) як «леді Ізабелла, дочка герцога Йоркського»                            |
| Чарльз, герцог Кембриджський                 | 7 листопада 1677          | 12 грудня 1677            | смерть від віспи |
| Єлизавета                                    | приблизно 1678 рік        | приблизно 1678 рік        | |
| Дитина без імені                             | Лютий 1681                | Лютий 1681                | мертвонародження |
| Шарлотта Марія                               | 16 серпня 1682            | 16 жовтня 1682            | смерть від конвульсій, поховано у Вестмінстерському абатстві 8 жовтня (за старим стилем) як «Леді Шарлотта-Марі, дочка герцога Йоркського» |
| Дитина без імені                             | жовтень 1683              | жовтень 1683              | мертвонародження |
| Дитина без імені                             | травень 1684              | травень 1684              | мертвонародження |
| Джеймс, принц Уельський «Старий самозванець» | 10 червня 1688            | 1 січня 1766              | у 1719 році одружився з Клементиною Собеською                                                                                              |
| Луїза Марія Тереза                           | 28 червня 1692            | 18 квітня 1712            | смерть від віспи |

## Походження
|  |                              |  |  |  |  |  |  |  |  |  |  |  |  |  |  |  |
|  | 8. Альфонс III д'Есте        |  |  |  |  |  |  |  |  |  |  |  |  |  |  |  |
|  |                              |  |  |  |  |  |  |  |  |  |  |  |  |  |  |  |
|  |                              |  |  |  |  |  |  |  |  |  |  |  |  |  |  |  |
|  | 4. Франческо I д'Есте        |  |  |  |  |  |  |  |  |  |  |  |  |  |  |  |
|  |                              |  |  |  |  |  |  |  |  |  |  |  |  |  |  |  |
|  |                              |  |  |  |  |  |  |  |  |  |  |  |  |  |  |  |
|  | 9. Ізабелла Савойська        |  |  |  |  |  |  |  |  |  |  |  |  |  |  |  |
|  |                              |  |  |  |  |  |  |  |  |  |  |  |  |  |  |  |
|  |                              |  |  |  |  |  |  |  |  |  |  |  |  |  |  |  |
|  | 2. Альфонсо IV д'Есте        |  |  |  |  |  |  |  |  |  |  |  |  |  |  |  |
|  |                              |  |  |  |  |  |  |  |  |  |  |  |  |  |  |  |
|  |                              |  |  |  |  |  |  |  |  |  |  |  |  |  |  |  |
|  | 10. Рануччо I Фарнезе        |  |  |  |  |  |  |  |  |  |  |  |  |  |  |  |
|  |                              |  |  |  |  |  |  |  |  |  |  |  |  |  |  |  |
|  |                              |  |  |  |  |  |  |  |  |  |  |  |  |  |  |  |
|  | 5. Марія Катерина Пармська   |  |  |  |  |  |  |  |  |  |  |  |  |  |  |  |
|  |                              |  |  |  |  |  |  |  |  |  |  |  |  |  |  |  |
|  |                              |  |  |  |  |  |  |  |  |  |  |  |  |  |  |  |
|  | 11. Маргарита Альдобрандіні  |  |  |  |  |  |  |  |  |  |  |  |  |  |  |  |
|  |                              |  |  |  |  |  |  |  |  |  |  |  |  |  |  |  |
|  |                              |  |  |  |  |  |  |  |  |  |  |  |  |  |  |  |
|  | 1. Марія Моденська           |  |  |  |  |  |  |  |  |  |  |  |  |  |  |  |
|  |                              |  |  |  |  |  |  |  |  |  |  |  |  |  |  |  |
|  |                              |  |  |  |  |  |  |  |  |  |  |  |  |  |  |  |
|  | 12. Вінченцо Мартіноцці      |  |  |  |  |  |  |  |  |  |  |  |  |  |  |  |
|  |                              |  |  |  |  |  |  |  |  |  |  |  |  |  |  |  |
|  |                              |  |  |  |  |  |  |  |  |  |  |  |  |  |  |  |
|  | 6. Ієронім Мартіноцці        |  |  |  |  |  |  |  |  |  |  |  |  |  |  |  |
|  |                              |  |  |  |  |  |  |  |  |  |  |  |  |  |  |  |
|  |                              |  |  |  |  |  |  |  |  |  |  |  |  |  |  |  |
|  | 13. Маргарита Марколіні      |  |  |  |  |  |  |  |  |  |  |  |  |  |  |  |
|  |                              |  |  |  |  |  |  |  |  |  |  |  |  |  |  |  |
|  |                              |  |  |  |  |  |  |  |  |  |  |  |  |  |  |  |
|  | 3. Лаура Мартіноцці          |  |  |  |  |  |  |  |  |  |  |  |  |  |  |  |
|  |                              |  |  |  |  |  |  |  |  |  |  |  |  |  |  |  |
|  |                              |  |  |  |  |  |  |  |  |  |  |  |  |  |  |  |
|  | 14. Петро Мазаріні           |  |  |  |  |  |  |  |  |  |  |  |  |  |  |  |
|  |                              |  |  |  |  |  |  |  |  |  |  |  |  |  |  |  |
|  |                              |  |  |  |  |  |  |  |  |  |  |  |  |  |  |  |
|  | 7. Лаура Маргаріта Маццаріні |  |  |  |  |  |  |  |  |  |  |  |  |  |  |  |
|  |                              |  |  |  |  |  |  |  |  |  |  |  |  |  |  |  |
|  |                              |  |  |  |  |  |  |  |  |  |  |  |  |  |  |  |
|  | 15. Ортензія Буффаліні       |  |  |  |  |  |  |  |  |  |  |  |  |  |  |  |
|  |                              |  |  |  |  |  |  |  |  |  |  |  |  |  |  |  |
|  |                              |  |  |  |  |  |  |  |  |  |  |  |  |  |  |  |

## Виноски
1. ↑  Модена та Франція використовували григоріанський календар, який сучасні історики позначають ініціалами «NS» (що означає «новий стиль»), тоді як Англія та Шотландія (і деякі країни Центральної протестантської Європи, як-от Нідерланди, Німеччина та Швейцарія) все ще використовували старий юліанський календар (позначають «OS» для «старого стилю»). Таким чином, протягом XVII століття англійські/"юліанські" дати відставали від григоріанських дат у Модені та Франції на десять днів, а в більшості решти континентальної католицької Європи. З 29 лютого 1700 року до 14 вересня 1752 року різниця становила одинадцять днів.